# Halictus perileucus
Halictus perileucus är en biart som beskrevs av Cockerell 1935. Halictus perileucus ingår i släktet bandbin, och familjen vägbin. Inga underarter finns listade i Catalogue of Life.